# Santo Stefano Protomartire a Tuscolano
Santo Stefano Protomartire a Tuscolano é uma igreja de Roma localizada na Via di Torre del Fiscale, no quartiere Tuscolano. É dedicada a Santo Estêvão, conhecido como protomártir ("primeiro mártir").

## História
Esta igreja foi construída entre 1954 e 1955 pelo arquiteto Mario Bruno. Aparentemente, o arranjo atual da igreja seria temporário e uma igreja muito maior seria construída (ou o edifício atual seria ampliado), o que obviamente não ocorreu. Ela deve seu nome à antiga basílica de Santo Stefano Protomartire a Via Latina construída pelo papa São Leão Magno (metade do século V) e cujas ruínas são visíveis no vizinho Parco Archeologico delle Tombe di via Latina. Santo Stefano é sede da paróquia instituída em 31 de julho de 1954 através do decreto Pastoris aeternis do cardeal-vigário Clemente Micara. Por um tempo, a paróquia ficou ao encargo da Associazione Sacerdoti Gesù Crocifisso, uma confraternidade clerical da Diocese de Como, mas hoje ela está aos cuidados da Diocese de Roma.
Dois papas a visitaram: Paulo VI em 10 de abri de 1966 (evento recordado numa lápide afixada no exterior) e São João Paulo II em 26 de abril de 1998.

## Descrição
No exterior, sobre o portal de entrada, está uma representação de Santo Estêvão chamada "Santo Estêvão entre duas Palmas", estas uma referência ao seu martírio. O edifício é flanqueado por um campanário. No interior, a estrutura se apresenta numa planta retangular e no altar-mor se destaca uma estátua de cerâmica de Santo Estêvão.